# وولوشینه (کریمه)
وولوشینه (به لاتین: Voloshyne) یک منطقهٔ مسکونی در اوکراین است که در جمهوری کریمه واقع شده‌است. وولوشینه ۱۵۲ نفر جمعیت دارد.